# Colombia en los Juegos Olímpicos de Pekín 2008
Colombia en los Juegos Olímpicos de Pekín 2008 estuvo representada por un total de 67 deportistas (43 hombres y 24 mujeres), 15 delegados y 23 acompañantes, conformando así la delegación más grande en su historia olímpica desde los Juegos Olímpicos de Múnich 1972.
La portadora de la bandera en la ceremonia de apertura fue la ciclista María Luisa Calle, y partió en la posición 155ª, después de Somalia y antes de Costa Rica.
Durante su participación, el equipo olímpico obtuvo una medalla de plata y dos medallas de bronce, la primera en halterofilia por Diego Salazar Quintero, la segunda por Jackeline Rentería en lucha y la tercera por Leidy Solís en Halterofilia,.
En el medallero ocupó la posición 65.ª, junto a Argelia, Bahamas, Kirguistán, Marruecos y Tayikistán; dos posiciones por encima a la ocupada en 2004, y dieciséis por debajo a la ocupada en 2000.
| Medalla | Medallista             | Deporte      | Evento                     | Fecha        |
| ------- | ---------------------- | ------------ | -------------------------- | ------------ |
|         | Diego Fernando Salazar | Halterofilia | 62 kg masculino            | 11 de agosto |
|         | Leidy Solís            | Halterofilia | 69 kg femenino             | 13 de agosto |
|         | Jackeline Rentería     | Lucha        | 55 kg lucha libre femenina | 16 de agosto |

## Participantes por deporte
De los 28 deportes (35 disciplinas) que el COI reconoce en los Juegos Olímpicos de Verano, se contará con representación colombiana en 15 deportes.
| N.º | Deporte               | Hombres | Mujeres | TOTAL |
| --- | --------------------- | ------- | ------- | ----- |
| 1   | Atletismo             | 8       | 7       | 15    |
| 2   | Bádminton             | 0       | 0       | 0     |
| 3   | Baloncesto            | 0       | 0       | 0     |
| 4   | Balonmano             | 0       | 0       | 0     |
| 5   | Béisbol               | 0       | —       | 0     |
| 6   | Boxeo                 | 5       | —       | 5     |
| 7   | Ciclismo en ruta      | 3       | 0       | 3     |
| 7   | Ciclismo en pista     | 5       | 1       | 6     |
| 7   | Ciclismo de montaña   | 1       | 0       | 1     |
| 7   | Ciclismo BMX          | 3       | 0       | 3     |
| 8   | Esgrima               | 0       | 0       | 0     |
| 9   | Fútbol                | 0       | 0       | 0     |
| 10  | Gimnasia artística    | 1       | 1       | 2     |
| 10  | Gimnasia rítmica      | —       | 0       | 0     |
| 10  | Gimnasia en trampolín | 0       | 0       | 0     |
| 11  | Halterofilia          | 7       | 4       | 11    |
| 12  | Hípica                | 1       | 0       | 1     |
| 13  | Hockey                | 0       | 0       | 0     |
| 14  | Judo                  | 1       | 1       | 2     |
| 15  | Lucha                 | 2       | 1       | 3     |
| 16  | Natación              | 2       | 2       | 4     |
| 16  | Natación sincronizada | —       | 0       | 0     |
| 16  | Saltos                | 2       | 1       | 3     |
| 16  | Waterpolo             | 0       | 0       | 0     |
| 17  | Pentatlón moderno     | 0       | 0       | 0     |
| 18  | Piragüismo            | 0       | 0       | 0     |
| 19  | Remo                  | 1       | 0       | 1     |
| 20  | Sóftbol               | —       | 0       | 0     |
| 21  | Taekwondo             | 0       | 2       | 2     |
| 22  | Tenis                 | 0       | 0       | 0     |
| 23  | Tenis de mesa         | 0       | 1       | 1     |
| 24  | Tiro                  | 1       | 0       | 1     |
| 25  | Tiro con arco         | 0       | 3       | 3     |
| 26  | Triatlón              | 0       | 0       | 0     |
| 27  | Vela                  | 1       | 0       | 1     |
| 28  | Voleibol              | 0       | 0       | 0     |
| 28  | Voleibol de playa     | 0       | 0       | 0     |
|     | TOTAL                 | 45      | 23      | 68    |

## Relación de deportistas
En el listado siguiente se enumeran alfabéticamente los atletas que componen el equipo olímpico colombiano por deportes, las competiciones en las que participarán y su resultado. El listado fue dado a conocer por el COE el 17 de julio de 2008 (los participantes de atletismo el 30 de julio) y está sujeto a modificaciones de última hora.
| Atleta               | Competición                 | Fecha                                                       | Marca                                    | Puesto                |
| -------------------- | --------------------------- | ----------------------------------------------------------- | ---------------------------------------- | --------------------- |
| Atletismo            |                             |                                                             |                                          |                       |
| Daniel Grueso        | 100m                        | 15.08                                                       | 10.37                                    |                       |
| Daniel Grueso        | 200m                        | 20.08                                                       |                                          |                       |
| Yomara Hinestroza    | 100m                        | 16.08                                                       | 11.66                                    |                       |
| Rosibel García       | 800m                        | 16.08                                                       | 1.59.38                                  |                       |
| Sandra Zapata        | marcha 20 km                | 21.08                                                       |                                          |                       |
| Eli Johana Moreno    | martillo                    | 18.08                                                       |                                          |                       |
| Bertha Sánchez       | maratón                     | 17.08                                                       | 2:47:02                                  | 62                    |
| Juan Carlos Cardona  | maratón                     | 24.08                                                       |                                          |                       |
| Rodrigo Moreno       | marcha 50 km                | 22.08                                                       |                                          |                       |
| Luis Fernando López  | marcha 20 km                | 16.08                                                       | 1:20:59                                  | 9                     |
| James Rendón         | marcha 20 km                | 16.08                                                       | 1:24:41                                  | 31                    |
| Darlenys Obregón     |                             |                                                             |                                          |                       |
| Paulo Villar         | 110 m vallas                | 19.08                                                       |                                          |                       |
| Zuleima Araméndiz    | jabalina                    | 19.08                                                       |                                          |                       |
| Noraldo Palacios     | jabalina                    | 21.08                                                       |                                          |                       |
| Géiner Mosquera      | 400 m                       | 18.08                                                       | 46.59                                    |                       |
| Boxeo                |                             |                                                             |                                          |                       |
| Jhonatan Romero      | peso mosca                  | 12.08                                                       |                                          | eliminado             |
| Darley Pérez         | peso pluma                  | 19.08                                                       |                                          |                       |
| Eleider Álvarez      | semipesado                  | 14.08                                                       |                                          | eliminado             |
| Deivi Julio          | peso crucero                | 13.08                                                       |                                          | eliminado             |
| Óscar Rivas          | peso pesado                 | 18.08                                                       |                                          | eliminado             |
| Ciclismo             |                             |                                                             |                                          |                       |
| Ciclismo de ruta     |                             |                                                             |                                          |                       |
| Santiago Botero      | ruta                        | 09.08                                                       | 6h 24' 01 (+0:12)                        | 7                     |
| Santiago Botero      | contrarreloj ind.           | 13.08                                                       | 1:06:35.43 (+4:24.00)                    | 25                    |
| José Serpa           | ruta                        | 09.08                                                       | 6h 26' 27 (+2:38)                        | 41                    |
| Rigoberto Urán       | ruta                        | 09.08                                                       | -                                        | NT                    |
| Ciclismo de pista    |                             |                                                             |                                          |                       |
| Carlos Alzate        | persecución ind. M          | 16.08                                                       | 4:35.154                                 | 16                    |
| Carlos Alzate        | persecución eqs. M          | 17.08                                                       | 4:11.397                                 | 10                    |
| María Luisa Calle    | carrera por puntos          | 18.08                                                       | 13 puntos                                | 4                     |
| María Luisa Calle    | persecución ind. F          | 15.08                                                       | 3:41.175                                 | 10                    |
| Juan Esteban Arango  | persecución eqs. M          | 17.08                                                       | 4:11.397                                 | 10                    |
| Arles Castro         | persecución eqs. M          | 17.08                                                       | 4:11.397                                 | 10                    |
| Jairo Pérez          | persecución eqs. M          | 17.08                                                       | 4:11.397                                 | 10                    |
| Juan Pablo Forero    | persecución eqs. M          | 17.08                                                       | 4:11.397                                 | 10                    |
| Ciclismo de montaña  |                             |                                                             |                                          |                       |
| Leonardo Páez        | campo a través              | 23.08                                                       |                                          |                       |
| Ciclismo BMX         |                             |                                                             |                                          |                       |
| Augusto Castro       | individual                  | 20.08                                                       |                                          | segunda ronda         |
| Sergio Salazar       | individual                  | 20.08                                                       |                                          | segunda ronda         |
| Andrés Jiménez       | individual                  | 21.08                                                       |                                          | final 4               |
| Gimnasia             |                             |                                                             |                                          |                       |
| gimnasia artística   |                             |                                                             |                                          |                       |
| Natalia Sánchez      | individual F                | 10.08                                                       | 54.150                                   | 53                    |
| Jorge Hugo Giraldo   | individual M                | 09.08                                                       | 84.650                                   | 42                    |
| Halterofilia         |                             |                                                             |                                          |                       |
| Sergio Rada          | -56 kg                      | 10.08                                                       | 252                                      | 12                    |
| Diego Salazar        | -62 kg                      | 11.08                                                       | 305                                      | Plata                 |
| Óscar Figueroa       | -62 kg                      | 11.08                                                       | -                                        | NT                    |
| Edwin Mosquera       | -69 kg                      | 12.08                                                       | -                                        | NT                    |
| Luis Miguel Pineda   | -69 kg                      | 12.08                                                       | 299                                      | 15                    |
| Gabriel Mena         | -77 kg                      | 13.08                                                       | -                                        | NP                    |
| Carlos Andica        | -85 kg                      | 15.08                                                       | 356                                      | 10                    |
| Mercedes Pérez       | -63 kg                      | 12.08                                                       | 217                                      | 9                     |
| Ángela Medina        | -69 kg                      | 13.08                                                       | 230                                      | 6                     |
| Leidy Solis          | -69 kg                      | 13.08                                                       | 240                                      | Plata                 |
| Ubaldina Valoyes     | -75 kg                      | 15.08                                                       | 244                                      | 7                     |
| Hípica               |                             |                                                             |                                          |                       |
| Manuel Torres        | salto ind.                  | 17.08                                                       | 43 penalizaciones                        | 63                    |
| Judo                 |                             |                                                             |                                          |                       |
| Mario Valles         | -81 kg                      | 12.08                                                       |                                          | Eliminado             |
| Yuri Alvear          | -70 kg                      | 13.08                                                       |                                          | Eliminada             |
| Lucha                |                             |                                                             |                                          |                       |
| Freddy Serrano       | libre 55 kg                 | 19.08                                                       |                                          |                       |
| Jarlis Mosquera      | libre 84 kg                 | 21.08                                                       |                                          |                       |
| Jackeline Rentería   | libre 55 kg                 | 16.08                                                       | 3ª                                       | Bronce                |
| Natación             |                             |                                                             |                                          |                       |
| Omar Pinzón          | 100 m espalda               | 10.08                                                       | 55.11 (+1.70)                            | 26                    |
| Omar Pinzón          | 200 m espalda               | 13.08                                                       | 1:59.86                                  |                       |
| Omar Pinzón          | 200 m mariposa              | 11.08                                                       | 1:59.47(+5.77)                           | 30                    |
| Omar Pinzón          | 200 m combinado             | 13.08                                                       | 2:02.28                                  |                       |
| Omar Pinzón          | 400 m combinado             | 10.08                                                       | 4:22.31 (+14.49)                         | 21                    |
| Carolina Colorado    | 100 m espalda F             | 10.08                                                       | 1:01.19 (+2.19)                          | 19                    |
| Carolina Colorado    | 100 m mariposa F            | 09.08                                                       | 1:00.06                                  |                       |
| Carolina Colorado    | 50 m libre F                | 15.08                                                       | 26.11                                    |                       |
| Julio César Galofre  | 200m libre                  | 10.08                                                       | 1:50.62 (+4.82)                          | 43                    |
| Erika Stewardt       | 200m combinado F            | 11.08                                                       | 2:18.54 (+6.99)                          | 32                    |
| Remo                 |                             |                                                             |                                          |                       |
| Rodrigo Ideus        | scull ind. (W1x)            | 09.08/11.08/15.08                                           | 7:56.85 (+36.65)/7:29.71 (+9.37)/7:18.61 |                       |
| Saltos               |                             |                                                             |                                          |                       |
| Juan Guillermo Urán  | plataforma sincronizada 10m | 11.08                                                       | 423.66 pts. (+44.52)                     | 6                     |
| Juan Guillermo Urán  | trampolín 3 m               | 18.08                                                       | " "                                      | 9                     |
| Juan Guillermo Urán  | plataforma 10m              | 22.08                                                       | "                                        | "10                   |
| Víctor Ortega        | plataforma sincronizada 10m | 11.08                                                       | 423.66 pts. (+44.52)                     | 6                     |
| Diana Pineda         | trampolín 3 m               | 15.08                                                       | 268.85 pts.                              | 20                    |
| Taekwondo            |                             |                                                             |                                          |                       |
| Doris Patiño         | -57 kg                      | 21.08                                                       |                                          |                       |
| Gladys Mora          | -49 kg                      | 20.08                                                       |                                          |                       |
| Tenis de mesa        |                             |                                                             |                                          |                       |
| Paula Medina         | ind. F                      | 18.08                                                       |                                          | eliminada             |
| Tiro                 |                             |                                                             |                                          |                       |
| Diego Duarte Delgado | skeet                       | 16.08                                                       | 106 pts                                  | 38                    |
| Tiro con arco        |                             |                                                             |                                          |                       |
| Ana María Rendón     | individual F                | 09.08/12.08 11:31                                           | 647/                                     | 10/                   |
| Ana María Rendón     | equipos                     | 09.08                                                       | 1841                                     | 10                    |
| Sigrid Romero        | individual F                | 09.08/12.08 10:00                                           | 551/                                     | 62/                   |
| Sigrid Romero        | equipos                     | 09.08                                                       | 1841                                     | 10                    |
| Natalia Sánchez      | individual F                | 09.08/12.08 12:10                                           | 643/                                     | 18/                   |
| Natalia Sánchez      | equipos                     | 09.08                                                       | 1841                                     | 10                    |
| Vela                 |                             |                                                             |                                          |                       |
| Santiago Grillo      | RS:X                        | 11.08/11.08/12.08/12.08/15.08/17.08/17.08/17.08/18.08/18.08 |                                          | 30/35/29/31/33/35/35/ |
|                      |                             |                                                             |                                          |                       |

- M - masculino
- F - femenino
- NF - no finalizó
- NP - no participó